# 부산광역시도 제2003호선
부산광역시도 제2003호선은 부산광역시 수영구 남천동 KBS삼거리와 우동 동백사거리를 잇는 부산광역시도이다. 광안리해수욕장과 민락교를 통과하는 것이 특징이다.

## 경유하는 도로
- 광남로 - 해운대해변로

## 주요 경유지
부산광역시
- 수영구 - 해운대구

## 노선
| 구간         | 이름                  | 접속 노선                               | 소재지     | 소재지                                          | 비고 |
| ------------ | --------------------- | --------------------------------------- | ---------- | ----------------------------------------------- | ---- |
| 광남로       | KBS삼거리             | 부산광역시도 제20호선 (수영로) 남천동로 | 부산광역시 | 수영구                                          | 시점 |
| 광남로       | 수영구청 교차로       | 남천동로                                | 부산광역시 | 수영구                                          |      |
| 광남로       | (이름 없음)           | 남천바다로                              | 부산광역시 | 수영구                                          |      |
| 광남로       | 광안리해수욕장 교차로 | 광안로                                  | 부산광역시 | 수영구                                          |      |
| 광남로       | 동방오거리            | 감포로 민락로 수영로606번길             | 부산광역시 | 수영구                                          |      |
| 광남로       | 민락동 교차로         | 민락본동로                              | 부산광역시 | 수영구                                          |      |
| 광남로       | (민락교 서단)         | 부산광역시도 제2401호선 (광안해변로)    | 부산광역시 | 수영구                                          |      |
| 광남로       | 민락교                |                                         | 부산광역시 | 수영구                                          |      |
| 해운대해변로 | 해운대구              |                                         | 부산광역시 |                                                 |      |
| 해운대해변로 | 해운대구              | 우동항삼거리                            | 부산광역시 | 수영강변대로                                    |      |
| 해운대해변로 | 해운대구              | 요트장삼거리                            | 부산광역시 | 해운대로452번길                                 |      |
| 해운대해변로 | 해운대구              | (우1동주민센터)                         | 부산광역시 | 마린시티1로                                     |      |
| 해운대해변로 | 해운대구              | (운촌항)                                | 부산광역시 | 마린시티1로                                     |      |
| 해운대해변로 | 해운대구              | 동백사거리                              | 부산광역시 | 부산광역시도 제4005호선 (동백로) (해운대해변로) | 종점 |